# Przełęcz nad Ciechanią
Przełęcz nas Ciechanią (słow. Sedlo Tepajec) – przełęcz w Beskidzie Niskim położona na wysokości 570 m n.p.m. na południe od szczytu Filipovský vrch (705 m n.p.m.). Grzbietem, na którym położona jest przełęcz, biegnie granica polsko-słowacka.

## Szlaki turystyczne
- Ożenna – Przełęcz nad Ciechanią – Przełęcz Mazgalica – Baranie - Barwinek – Przełęcz Dukielska (500 m n.p.m.)
- słowacki szlak graniczny